# Волынский, Артемий Петрович
Арте́мий Петро́вич Волы́нский (1689 — 27 июня [8 июля] 1740, Санкт-Петербург) — русский государственный деятель и дипломат. В 1719—1730 годах астраханский и казанский губернатор. В 1722 году упрочил своё положение браком с двоюродной сестрой Петра Великого. С 1738 года кабинет-министр императрицы Анны Иоанновны. Противник «бироновщины». Во главе кружка дворян составлял проекты государственного переустройства. Казнён по этому делу.

## Биография
Волынский происходил из дворянского рода Волынских, происходившего от князя и воеводы Боброк-Волынского. Отец его, Пётр Артемьич, был при царе Феодоре Алексеевиче стряпчим, а затем стольником, судьёй московского судного приказа, воеводой в Казани. Мать — Евдокия Фёдоровна Головленкова. Обыкновенно полагают, что Артемий Петрович родился в 1689 году.

### Начало карьеры
Своим воспитанием обязан семье С. А. Салтыкова. Он много читал, был «мастер писать», имел довольно значительную библиотеку. В 1704 году зачислен солдатом в драгунский полк.
В 1711 году ротмистр, снискал расположение царя. Состоя при Шафирове во время Прутского похода, он в 1712 году разделяет с ним плен в Константинополе, а в следующем году посылается в качестве курьера к Петру с мирным трактатом, заключённым в Адрианополе. В 1715 году пожалован в подполковники.
В июле 1715 года царь Пётр отправил Волынского в Персию, «в характере чрезвычайного посланника». Его миссия имела две цели: всестороннее изучение Персии и приобретение торговых привилегий для русских купцов. В марте 1717 года прибыл из Персии в Испанию с теми же заданиями. Оба поручения Волынский выполнил успешно (декабрь 1718) и был произведён в генерал-адъютанты (последних было тогда всего только 6), а в следующем году назначен губернатором во вновь учреждённую Астраханскую губернию. Здесь он скоро успел ввести и некоторый порядок в администрации, поправить отношения с калмыками, поднять экономическую жизнь края и сделать немало приготовлений к предстоявшему Персидскому походу.
Предпринятый в этом году поход в Персию окончился неудачно. Враги Волынского объясняли это поражение Петру ложными, будто бы, сведениями, доставленными Волынским, и кстати указали на его взяточничество. Царь жестоко наказал Волынского своей дубинкой и уже не доверял ему по-прежнему. В 1723 году у него была отнята «полная мочь», предоставлена одна только деятельность административная, и от участия в войне с Персией он был совсем устранён.
В 1722 году попытался укрепить своё положение браком с двоюродной сестрой императора. Екатерина I назначила в 1725 году Волынского губернатором в Казань и главным начальником над калмыками. Перебираясь из Астрахани в Казань он привёз с собой до ста человек дворни и до 800 лошадей, с огромной псарней, что были полученные взятки. Осенью 1726 года произведён в генерал-майоры. В июне 1727 года назначен министром при герцоге Голштинском. В последние дни царствования Екатерины I Волынский, по проискам, главным образом Ягужинского, был отставлен от должностей. При Петре II, благодаря сближению с Долгорукими, свояком Черкасским и другими, в ноябре 1728 года ему снова удалось получить пост губернатора в Казани, где он и пробыл до конца 1730 года.
Страсть его к наживе и необузданный нрав, не терпящий противоречий, в Казани достигли своего апогея, что, несмотря на заступничество его «милостивцев» Салтыкова и Черкасского, вызывает учреждение над ним со стороны правительства «инквизиции». Брал взятки преимущественно с инородцев, обложив их податью в свою пользу, брал взаймы большие и малые суммы с купцов не планируя их вернуть, брал за пропущенные по ревизии души.

### Служба при Анне Иоанновне
Отставленный от должности, он получает в ноябре 1730 года новое назначение в Персию, в команду генерала Левашова. В 1731 году, оставшись выжидать в Москве вскрытия Волги, определяется, вместо Персии, воинским инспектором под начальством Миниха. Именным указом от 28 сентября 1731 года всемилостивейше прощается и освобождается от ареста, за сознание произведённых взяток, в бытность казанским губернатором.
Политические взгляды Волынского высказаны были в первый раз в «Записке», составленной сторонниками самодержавия (1730), но поправленной его рукой. Он не сочувствовал замыслам верховников, но был ревностным защитником интересов шляхетства. Заискивая перед всесильными тогда иноземцами Минихом, Густавом Левенвольде и самим Бироном, Волынский сходится, однако, и с их тайными противниками: П. М. Еропкиным, А. Ф. Хрущёвым и В. Н. Татищевым, ведёт беседы о политическом положении Русского государства и много строит планов об исправлении внутренних государственных дел. В январе 1732 года ему поручено заведовать вновь учреждённой Конюшенной комиссией, с назначением быть при всех казённых и дворцовых конных заводах, под ведением графа Левенвольда. Его обвинили в присвоении 700 тысяч рублей от конских заводов, вверенных ему в управлении.

#### Кабинет-министр

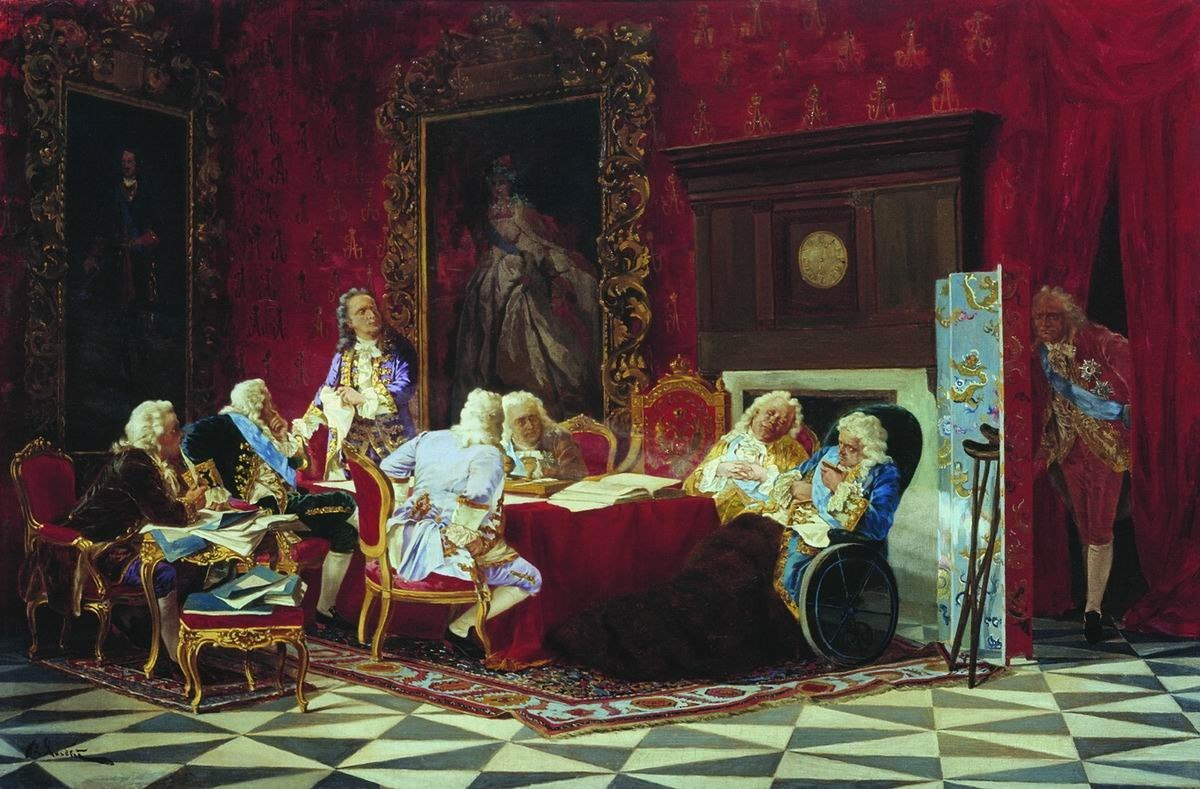
«А. П. Волынский на заседании кабинета министров», картина В. Якоби

В 1733 году зачислен в Смоленский корпус войск Загряжского, состоял начальником отряда армии расположенной в Польше, осаждавшей Данциг. В марте 1734 года, в день начала бомбардировки города, сказался больным и 6 апреля уехал в Кенигсберг. В декабре 1734 года пожалован в генерал-лейтенанты и генерал-адъютанты. В феврале 1736 года был назначен обер-егермейстером в ранге полного генерала. В 1737 году послан вторым (первым Шафиров) министром на конгресс в Немирове для переговоров о заключении мира с Турцией. По возвращении в Петербург возведён 3 апреля 1738 года в звание кабинет-министра.
В его лице Бирон рассчитывал иметь опору против Остермана. Волынский быстро привёл в систему дела кабинета, расширил его состав более частым созывом «генеральных собраний», на которые приглашались сенаторы, президенты коллегий и другие чиновники. Подчинил контролю кабинета военную, адмиралтейскую и иностранную коллегии, до того действовавшие самостоятельно.
В 1739 году он был единственным докладчиком у императрицы по делам кабинета. Вскоре, однако, главному его противнику Остерману удалось вызвать против Волынского неудовольствие императрицы. Хотя ему удалось, устройством шуточной свадьбы князя Голицына с калмычкой Бужениновой (которая исторически верно описана Лажечниковым в «Ледяном доме»), на время вернуть себе расположение Анны Иоанновны, но доведённое до её сведения дело об избиении Тредиаковского и слухи о бунтовских речах Волынского окончательно решили его участь. Остерман и Бирон представили императрице свои донесения и требовали суда над Волынским. Императрица не согласилась на это, пожаловав ему в награду 20 000 рублей.

#### Обвинение в заговоре
Тогда Бирон, считавший себя оскорблённым со стороны Волынского за избиение Тредиаковского, совершённое в его покоях, и за поношение им действий Бирона, прибегнул к последнему средству: «либо мне быть, либо ему», — заявил он Анне Иоанновне. В первых числах апреля 1740 года Волынскому было запрещено являться ко двору; 12 апреля, вследствие доложенного императрице дела 1737 года о 500 рублях казённых денег, взятых из конюшенной канцелярии дворецким Волынского, Василием Кубанцем, «на партикулярные нужды» его господина, последовал домашний арест, и через три дня приступила к следствию комиссия, составленная из семи лиц.
Первоначально Волынский вёл себя храбро, желая показать уверенность, что всё дело окончится благополучно, но потом упал духом и повинился во взяточничестве и утайке казённых денег. После, поняв, что его участь неизбежна, активно «топил» своих судей и даже упрекнул Ушакова, сказав: «Вспомни! Или забыл, как ты Остермана втихомолку со мной порицал. А свидетелем того разговора был Черкасский…» Комиссия искала и ждала новых обвинений, и из них наибольшее внимание она обратила на доносы Василия Кубанца. Кубанец указывал на речи Волынского о «напрасном гневе» императрицы и вреде иноземного правительства, на его намерения подвергнуть всё изменению и лишить жизни Бирона и Остермана. Кроме того именно благодаря Кубанцу и стало известно о проекте Волынского, так как черновики находились у Василия в сундуке. Допрошенные, также по доносу Кубанца, «конфиденты» Волынского подтвердили во многом эти показания.
Важным материалом для обвинения послужили черновики «Генерального проекта о поправлении России», рассмотренные Ушаковым и Неплюевым. Между его бумагами, состоявшими из проектов и рассуждений, например «о гражданстве», «о дружбе человеческой», «о приключающихся вредах особе государя и обще всему государству», самое большое значение имел его «генеральный проект» об улучшении в государственном управлении, писанный им по собственному побуждению, и другой, уже с ведома государыни, проект о поправлении государственных дел.

#### «Генеральный проект о поправлении внутренних государственных дел»
Правление в Российской империи должно быть, по мнению Волынского, монархическое с широким участием шляхетства, как первенствующего сословия в государстве. Следующей правительственной инстанцией после монарха должен быть сенат, с тем значением, какое он имел при Петре Великом; затем идёт нижнее правительство, из представителей низшего и среднего шляхетства. Сословия: духовное, городское и крестьянское получали, по проекту Волынского, значительные привилегии и права. От всех требовалась грамотность, а от духовенства и шляхетства более широкая образованность, рассадниками которой должны были служить предполагаемые Волынским академии и университеты. Много предлагалось реформ для улучшения правосудия, финансов, торговли и так далее.

### Приговор

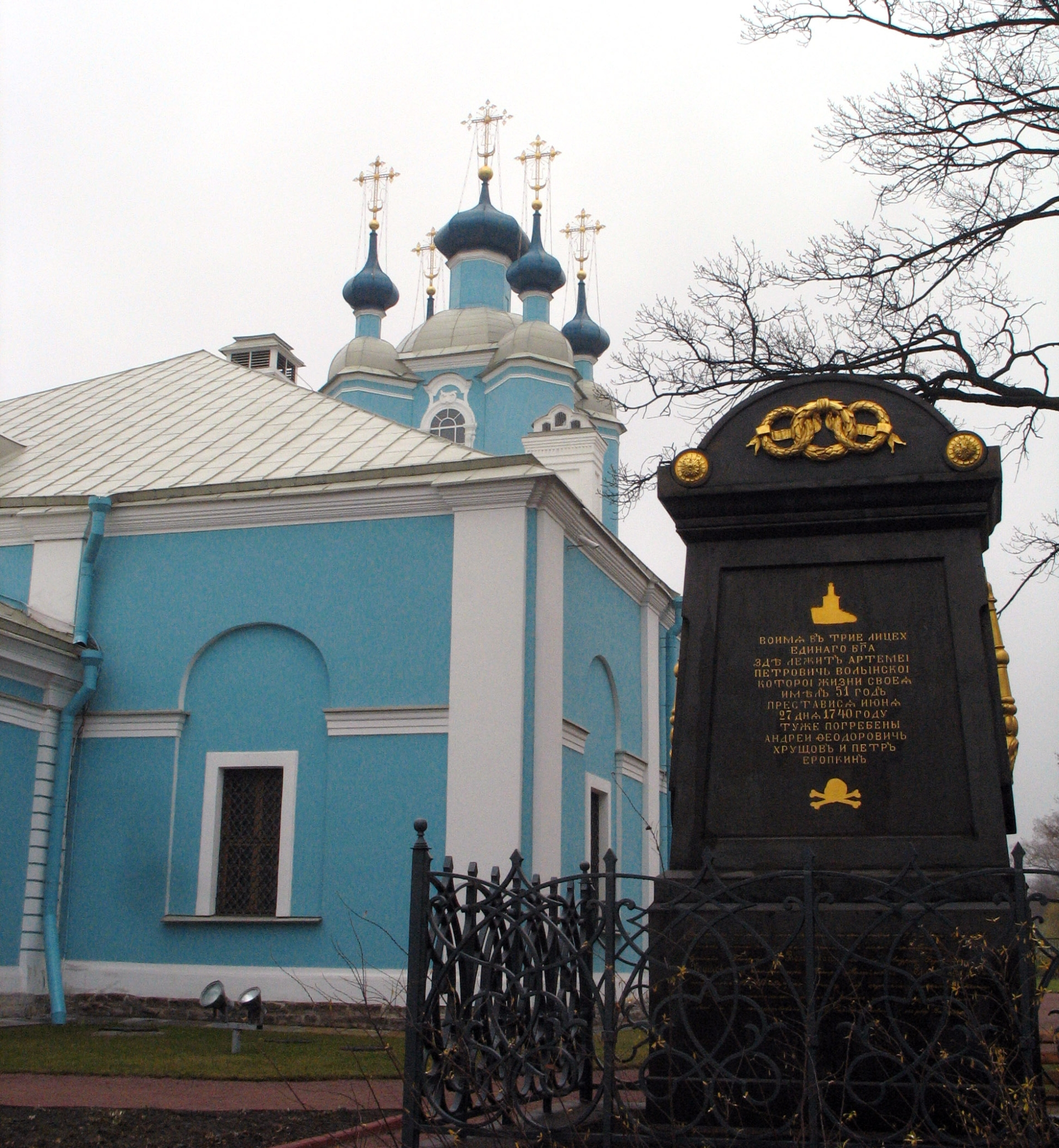
Памятник на могиле, Сампсониевский собор, Санкт-Петербург

При дальнейшем допросе Волынского (с 18 апреля уже в тайной канцелярии) его называли клятвопреступником, приписывая ему намерение произвести переворот в государстве. Под пыткой Хрущов, Еропкин и Соймонов прямо указывали желание Волынского самому занять российский престол после кончины Анны Иоанновны. Но Волынский и под ударами кнута в застенке отвергал это обвинение и всячески старался выгородить Елизавету Петровну, во имя которой будто бы, по новым обвинениям, он хотел произвести переворот. Не сознался Волынский в изменнических намерениях и после второй пытки. Тогда, по приказу императрицы, дальнейшее разыскание было прекращено и 19 июня назначено для суда над Волынским и его «конфидентами» генеральное собрание, которое постановило:
1) Волынского, яко начинателя всего того злого дела, живого посадить на кол, вырезав у него предварительно язык; 2) его конфидентов — четвертовать, и затем отсечь им головы; 3) имения конфисковать; 4) двух дочерей Волынского и сына сослать в вечную ссылку.
23 июня этот приговор был представлен императрице, и последняя смягчила его, указав четвертовать Волынского, отсечь головы Еропкину и Хрущову, а остальных «конфидентов» после наказания кнутом навечно сослать, что и было исполнено 27 июня 1740 года на площади Сытного рынка, где Артемию Петровичу сперва отсекли руку, а потом и голову.
Возвращённые из ссылки на другой год после казни дети Волынского, с разрешения императрицы Елизаветы Петровны, поставили памятник на могиле своего отца, похороненного вместе с Хрущовым и Еропкиным близ ворот церковной ограды Сампсониевского храма (на Выборгской стороне). В 1886 году, по почину М. И. Семевского, на пожертвования частных лиц был воздвигнут на могиле Волынского, Еропкина и Хрущова новый памятник.

## Оценки
Личность Волынского уже давно стала привлекать внимание историков, биографов и даже романистов. Писатели конца XVIII и начала XIX веков (например, Рылеев), считали его политическим гением и мучеником-патриотом; тем не менее с появлением новых материалов по истории первой половины XVIII столетия установилась и новая точка зрения на Волынского. Представителем её выступил в 1860 году, в «Отечественных записках», И. И. Шишкин; но желание развенчать Волынского увлекло его, он впал в противоположную крайность. 16 лет спустя появилась новая биография Волынского профессора Д. А. Корсакова, которая может считаться выверенным трудом. Также образ Волынского художественно выведен в «Ледяном доме» И. И. Лажечникова. Там он сильно «облагорожен»: автор представляет его «рыцарем правды», сильным, умным, патриотом, щепетильным в вопросах чести, «благородным противником властолюбивой личности временщика» и одновременно волокитой. Реальный образ его сильно отличается от того, что показан в романе.
Екатерина II при своем царствовании поручила изучить процесс Волынского. После рекомендации Панина прочитать самой о деле Волынского она составила политическое завещание.
«Сыну моему и всем моим потомкам советую и поставляю читать дело Волынского от начала и до конца дабы они видели и себя остерегали от такого беззаконного примера». Екатерина II писала далее, что «Волынский был горд и дерзостен в своих поступках, однако не изменник, но, напротив того, добрый и усердный патриот и ревнителен к полезным поправлениям своего отечества».
Также Волынский был примером для подражания декабристам. Они полюбили его как заговорщика, борца против тирании.

## Личная жизнь

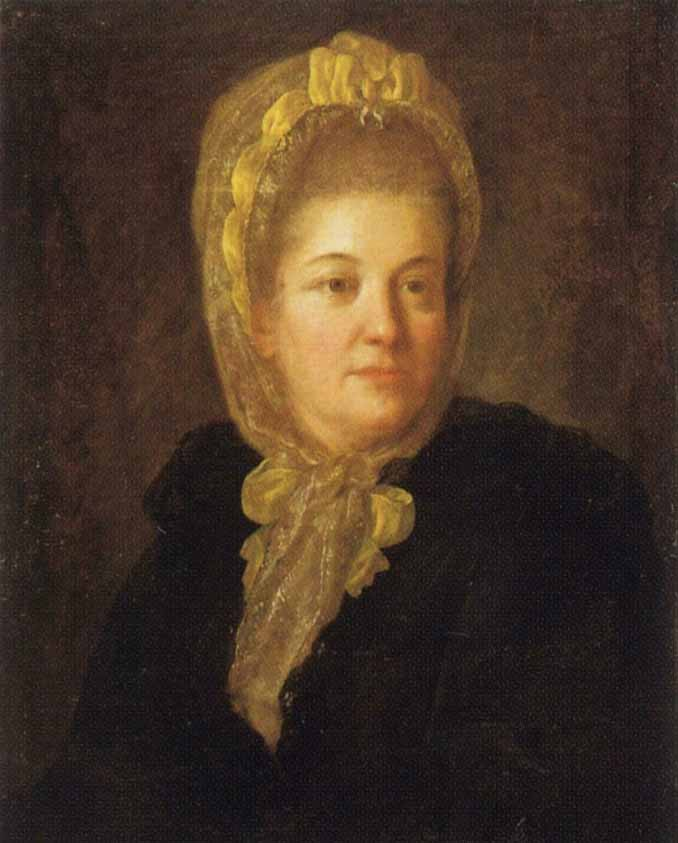
Мария Артемьевна, дочь

Жена (с 18 апреля 1722 года) — Александра Львовна Нарышкина (1691—12.09.1730), дочь боярина Льва Кирилловича Нарышкина и двоюродная сестра царя. Заочное сватовство Волынского к Нарышкиной началось в 1719 году при посредстве её тетки Ульяны. В письмах его избранница (Анета) передавала, что к браку склонна, но без повеления царя и царицы не смеет дать согласия. Тогда Волынский писал к царице Екатерине, которая оставила дело на «рассуждение» Нарышкиной. Личное объяснение Волынского с невестой состоялось летом 1720 года в Петербурге, после чего они были помолвлены. Несмотря на все трудности сватовства, их брак был удачным. Александра Львовна сопровождала мужа во всех его назначениях. Жила с ним в Астрахани и Казани, где и умерла, оставив троих детей. Сначала они жили под присмотром слуг в Москве, а в 1739 году переехали к отцу в Петербург:
- Анна Артемьевна (июль 1723—19.08.1744), была крещена заочно цесаревной Анной Петровной, после казни отца и конфискации его состояния, была пострижена в монахини под именем Анисия в Иркутском Знаменском монастыре 25 ноября 1740 года. Указом от 8 февраля 1742 года императрица Елизавета Петровна сняла с неё монашеский чин и выдала замуж за своего кузена, графа Андрея Симоновича Гендрикова (1715—1748). 25 апреля 1742 года была пожалована в статс-дамы двора.
- Мария Артемьевна (1725—1792), после казни отца в 15 лет 3 ноября 1740 года была пострижена в монахини под именем Мариамна в Енисейском Рождественском монастыре. В 1741 году была возвращена на жительство в Москву. Внешне была «не красавица и не дурна, но перед прочими невестами весьма богата»[2]. К ней сватались сыновья графини А. И. Чернышёвой, князья А. М. и Д. М. Голицыны, в 1745 году императрица хотела выдать её замуж за П. А. Румянцева, но все получили отказ. Позже вышла замуж за графа И. И. Воронцова. Была погребена рядом с прахом мужа, в родовом имении Волынских Вороново.
- Пётр Артемьевич (ноябрь 1727—25.11.1743), 12 января 1741 года доставлен в ссылку в Селенгинск к коменданту Бухгольцу[3]. Вернувшись из ссылки получил с сестрами имения отца, но вскоре скончался от чахотки.

Некоторые источники утверждают, что Волынский вторым браком был женат на Софье Михайловне Еропкиной (ум. 1730), сестре гоф-интенданта и архитектора П. М. Еропкина, что не соответствует действительности. Еропкин на допросе показывал, что Волынский «сватал за него родственницу свою, вскоре умершую». Сестры его были замужем: Анна — за Т. Н. Усовым, Софья — за капитаном А. А. Черкасским. Молва не раз женила Волынского, и ему приходилось оправдываться, например, что слухи о его сватовстве к падчерице Матюшкина ложны.

## В художественной литературе
- Одна из «Дум» Кондратия Рылеева
- И. И. Лажечников, «Ледяной дом»
- Е. П. Карнович, «Любовь и корона»
- В. С. Пикуль, «Слово и дело»
- Д. Гербер, «Временщик»
- Ю. М. Нагибин, «Остров любви»
- В. А. Солоухин, «Древо»
- М. Т. Петров, «Румянцев-Задунайский»
- О. Э. Хафизов, «Сабля Волынского»
- Е. Л. Ермолович, «Химера»